# Hallesches Tor (tunnelbanestation)
Tunnelbanestation Hallesches Tor är en del av Berlins tunnelbana och är en bytesstation för de väst-östliga linjerna U1, U3 och nord-sydliga linjen U6 i stadsdelen Kreuzberg. Judiska museet finns i närheten av stationen.

## Historia
Den historiska Hallesches Tor  (Halleporten) vid den södra änden av Friedrichstraße och Mehringplatz var en port i en stadsmur (Berliner Zollmauer) i 1800-talets Berlin, vägen genom porten gick via Tempelhof till staden Halle. Linjerna U1 och U3:s perrong på en viadukt vid Landwehrkanal öppnades 18 februari 1902 tillsammans med Berlins första tunnelbanelinje (Stammstrecke) från Stralauer Tor (en station som senare försvunnit) till Potsdamer Platz.
Stationen ritades av Hermann Solf och Franz Wichards och går i en blandning av nyrenässans och nybarock. Den förstördes delvis under andra världskrigets bombningar och trafiken ställdes in i april 1945. I juli 1945 återupptogs trafiken på den underjordiska delen med pendeltrafik till Belle-Alliance-Strasse (Mehringdamm). Den övre delen kunde tas i trafik i oktober samma år. Stationen reparerades sedan men i en förenklad variant jämfört med originalbyggnaden från 1902. 
Tunnelbanans linje U6:s station öppnades 30 januari 1923. Stationen fick ett nytt utseende på 1970-talet i samband med att perrongens längd utökades från 80 till 110 meter. De tidigare vita väggarna fick ny blå plattor och röda stationsskyltar. 

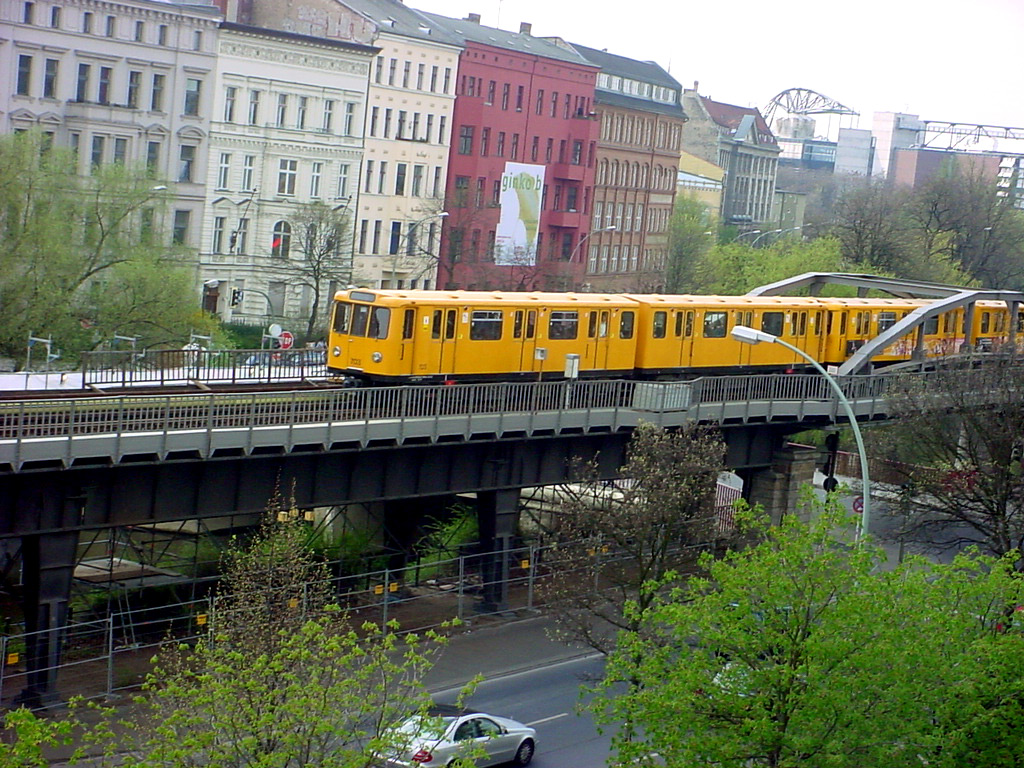
Linje U1 vid Hallesches Tor
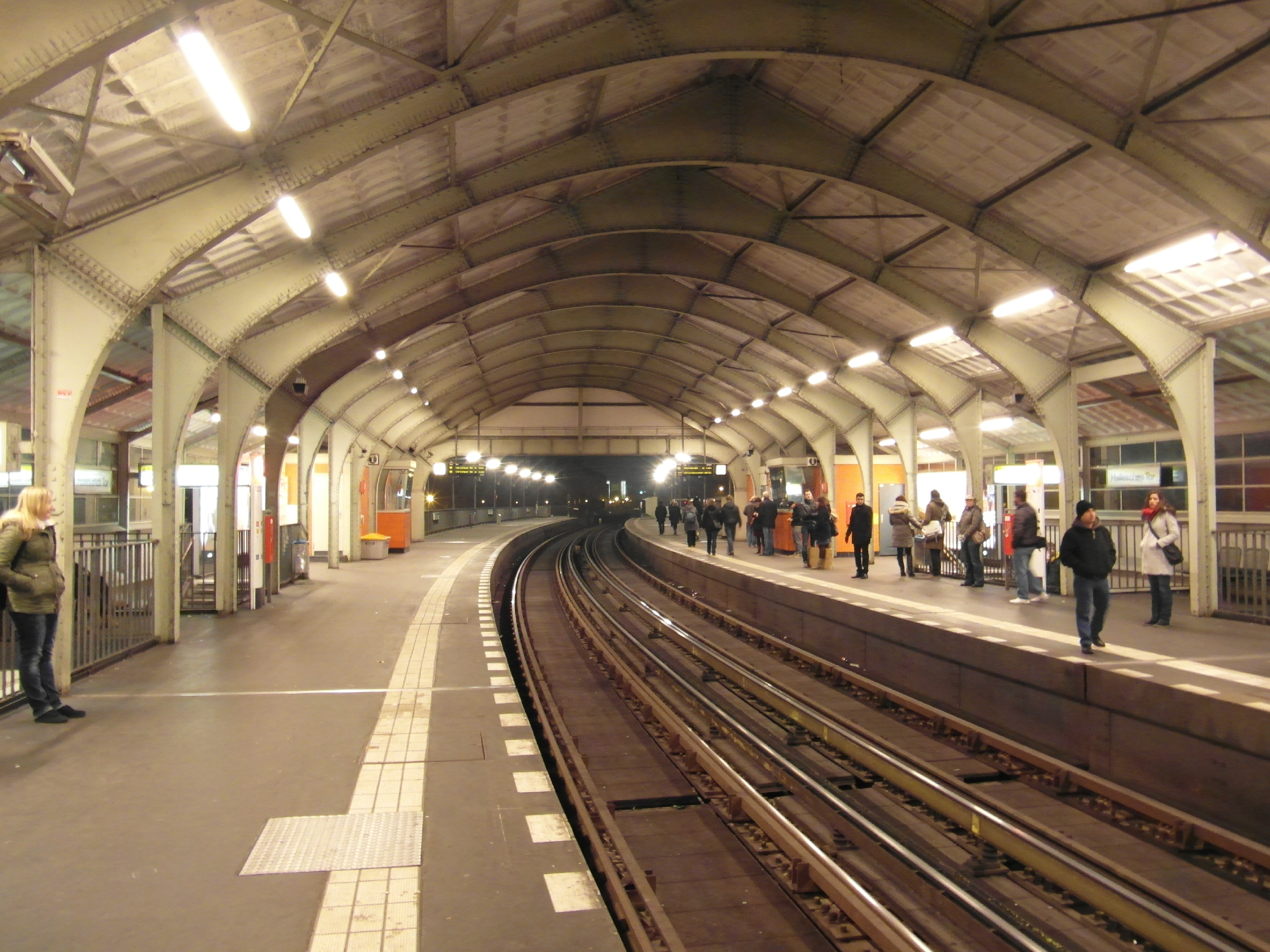
Perronger på linje U1 och U3
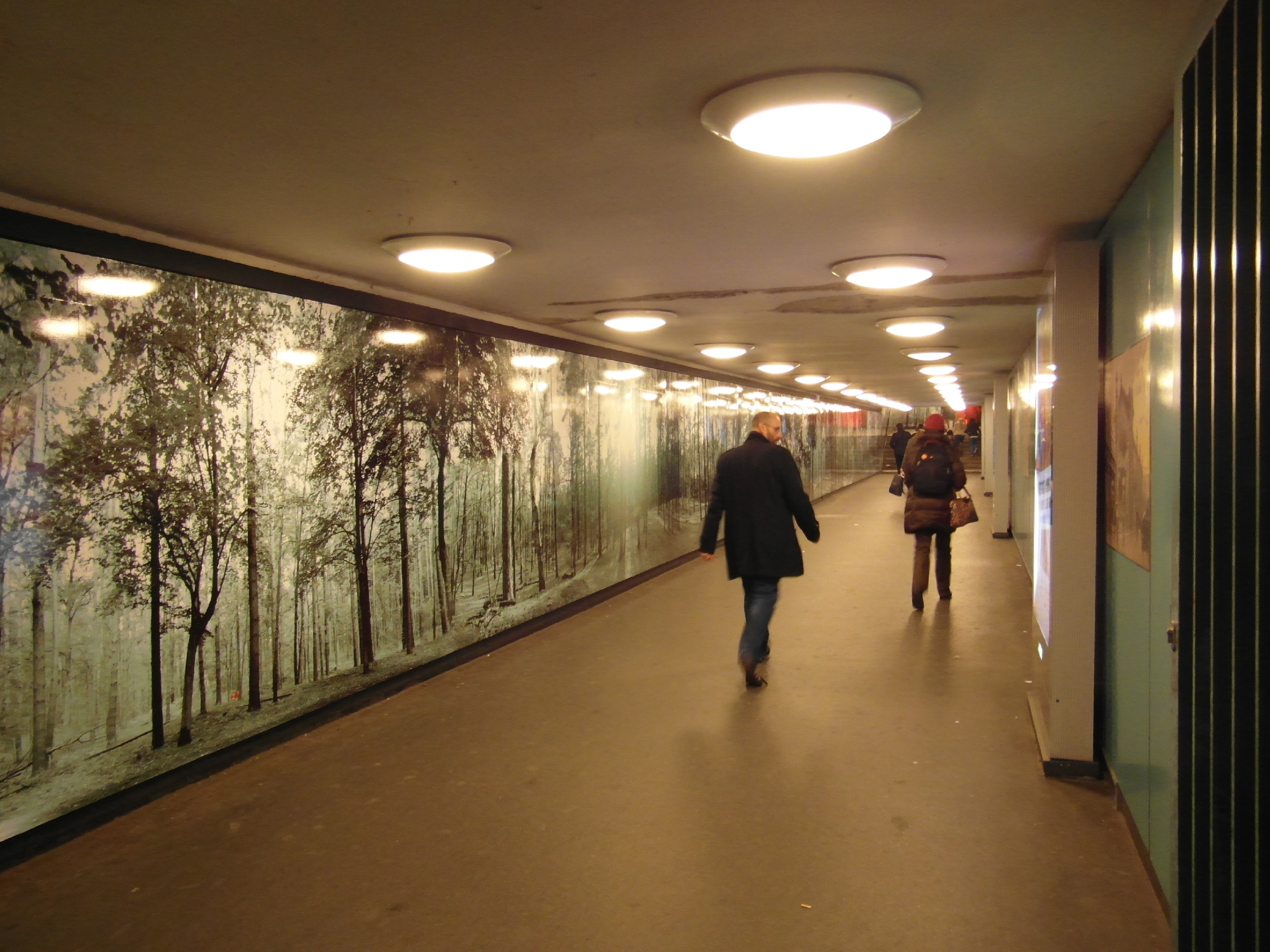
Gång mellan U1,U3 och U6
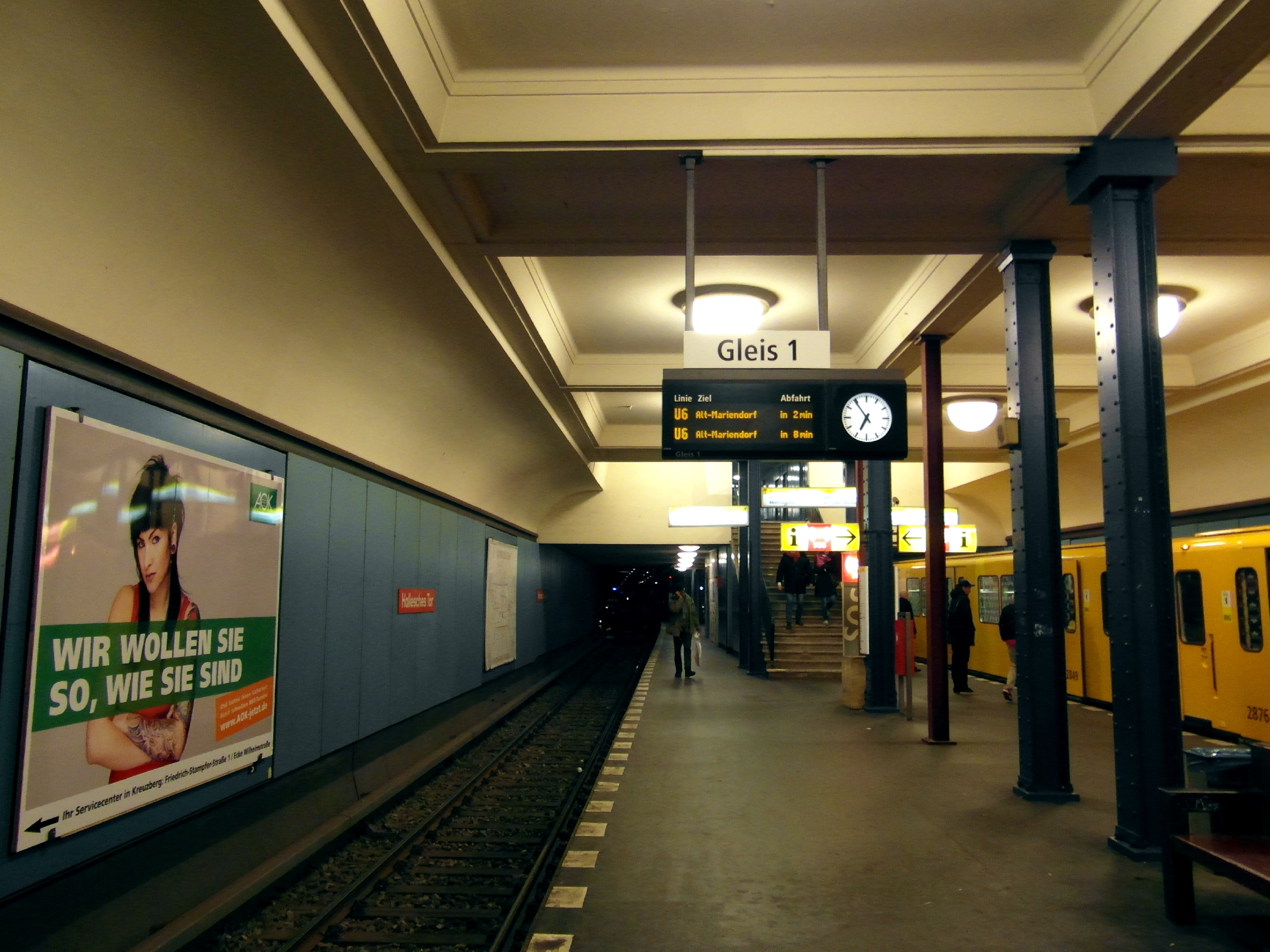
Perrong på linje U6
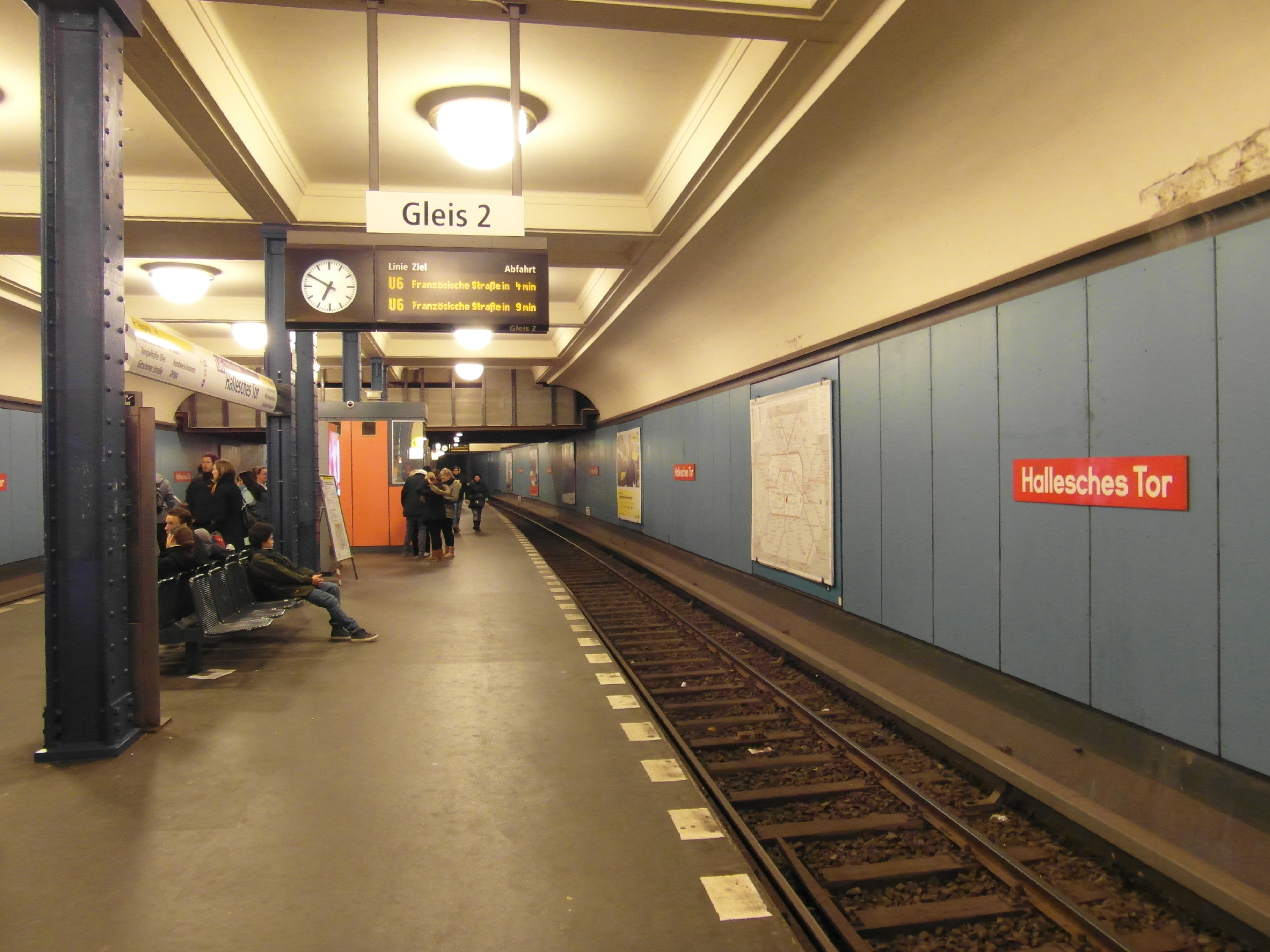
U6
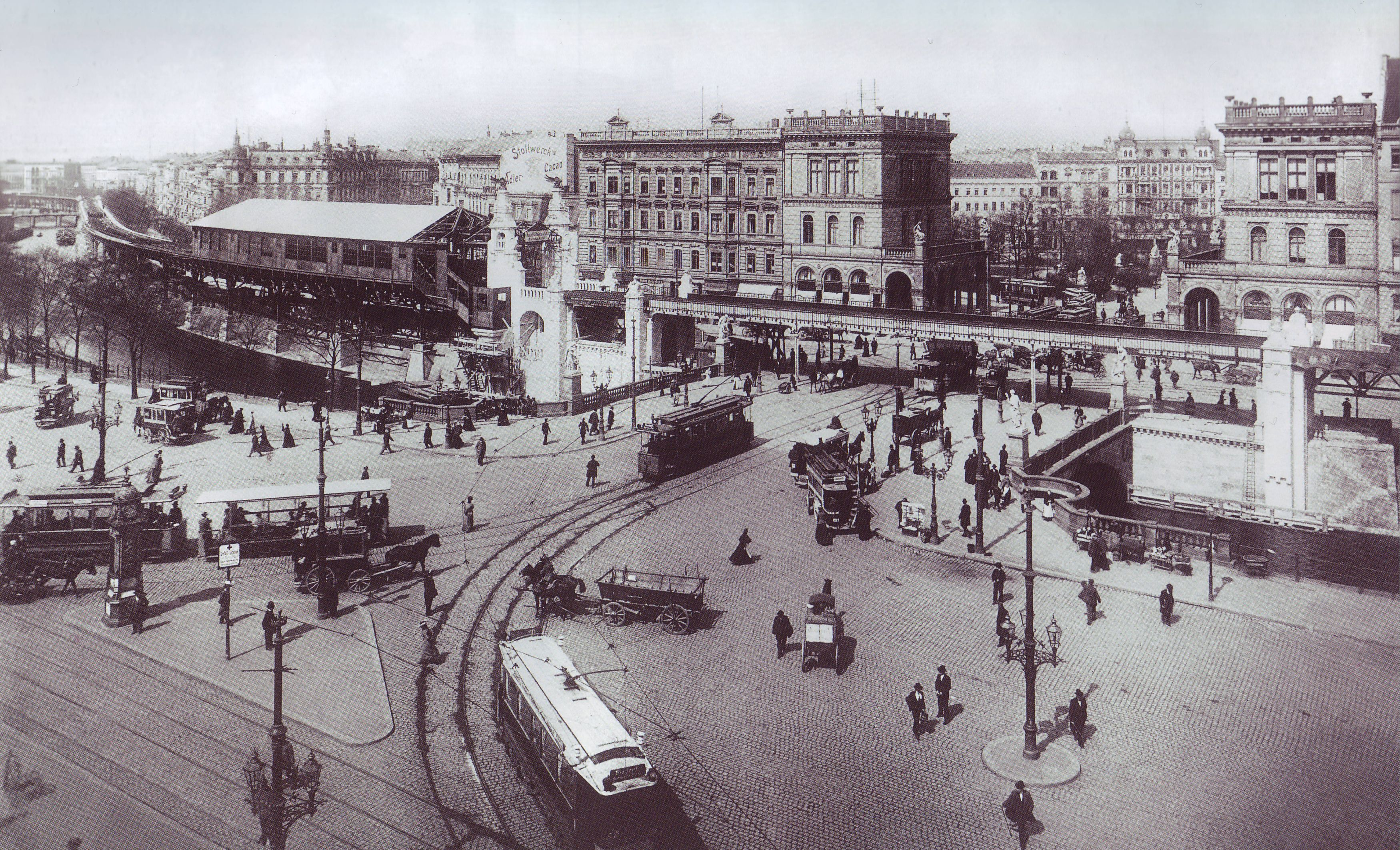
Hallesches Tor, 1901